# Robustiano Morosoli
Robustiano Morosoli (Pisa, 24 maggio 1815 – Ripafratta, 12 agosto 1904) è stato un avvocato e politico italiano.
Fu senatore del regno d'Italia nella XIII legislatura.